# جيمس ماركوس باش
جيمس ماركوس باش (بالإنجليزية: James Marcus Bach)‏ هو مهندس أمريكي، ولد في 1966.

## وصلات خارجية
- الموقع الرسمي